# Dzityá
Dzityá es una comisaría del municipio de Mérida, situada a unos cuantos kilómetros de la ciudad de Mérida, capital del estado de Yucatán en México. Se le conoce regionalmente por sus artesanías de tallado y labrado de piedra y de madera dura.

## Toponimia
El nombre (Dzityá) proviene de dzit que significa en idioma maya contar y la partícula ya que significa zapote (Manilkara zapota).

## Localización
La localidad de Dzityá se encuentra localizada a 15 kilómetros al norte del centro de la ciudad de Mérida. Por el crecimiento urbano, se le considera ya un suburbio de la ciudad capital del estado.

## Demografía
Según el censo de 2005 realizado por el INEGI, la población de la localidad era de 1496 habitantes, de los cuales 766 eran hombres y 730 eran mujeres.
| 134                         | 110 | 173 | 198 | 221 | 245 | 328 | 453 | 684 | 879 | 1045 | 1238 | 1496 |
| (Fuente: INEGI [Consultar]) |     |     |     |     |     |     |     |     |     |      |      |      |

## Lugares de interés
- El cenote Chen-Há, ubicado entre las poblaciones de Dzityá y Cheumán, está contaminado por aguas residuales vertido en otro cenote cercano al mismo y que se encuentra en una propiedad privada. Sus dimensiones: 10 x 6 metros (oval) ; distancia hasta el espejo de agua: 2 metros; profundidad máxima: 4 metros.

- Vestigios arqueológicos.

## Galería

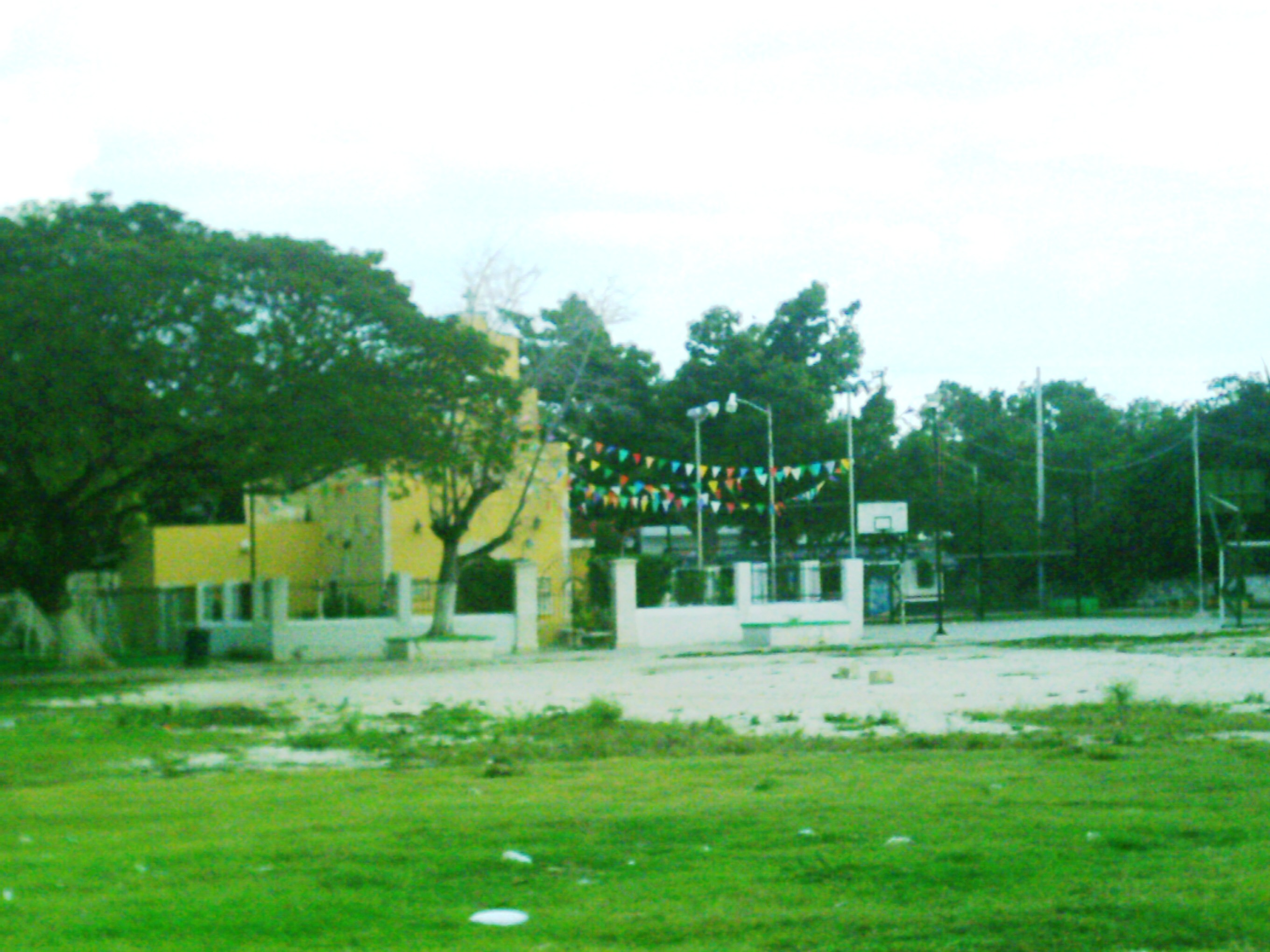
Iglesia principal de Dzityá.
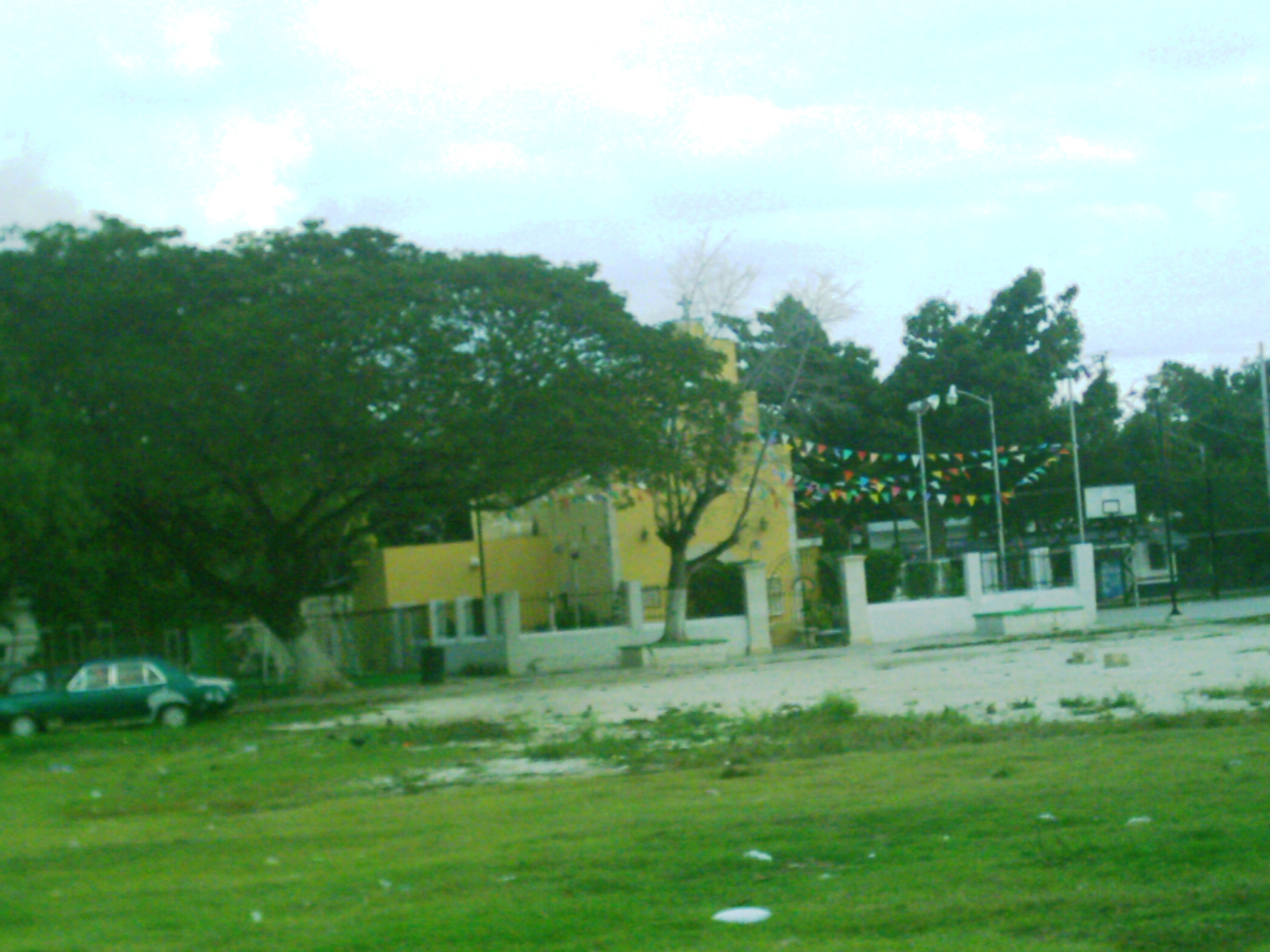
Iglesia principal de Dzityá.
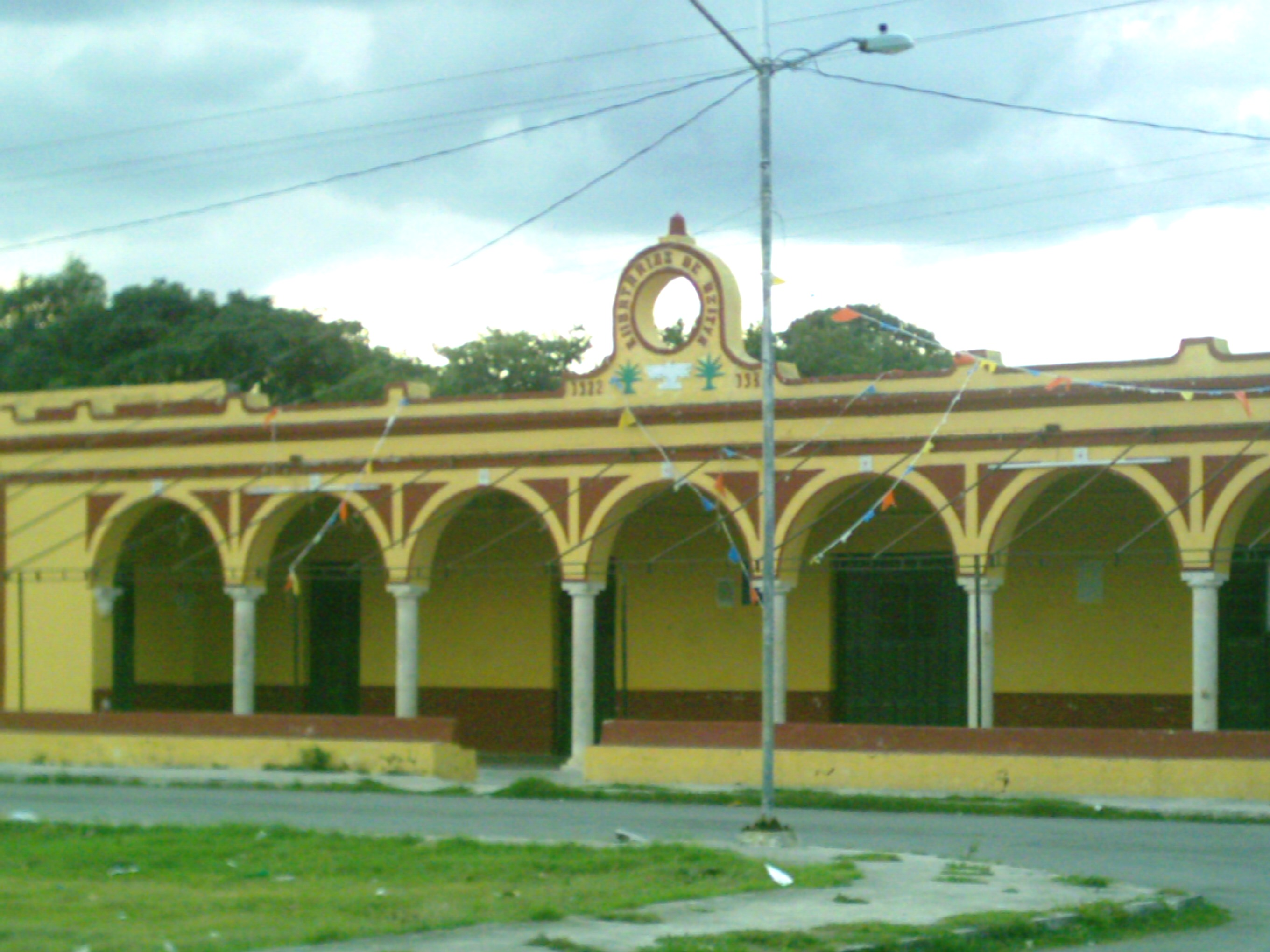
Casa comisarial de Dzityá.
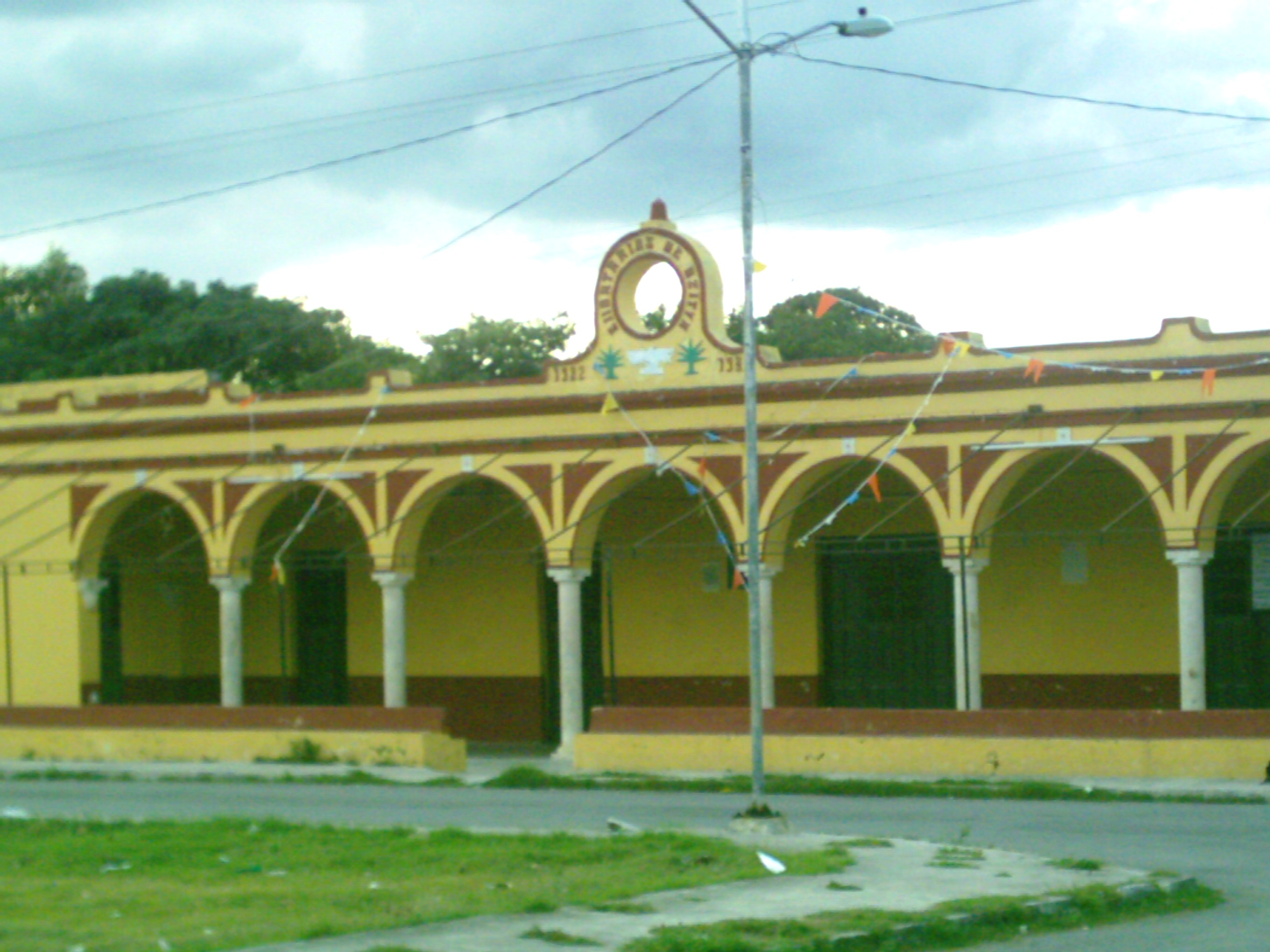
Casa comisarial de Dzityá.
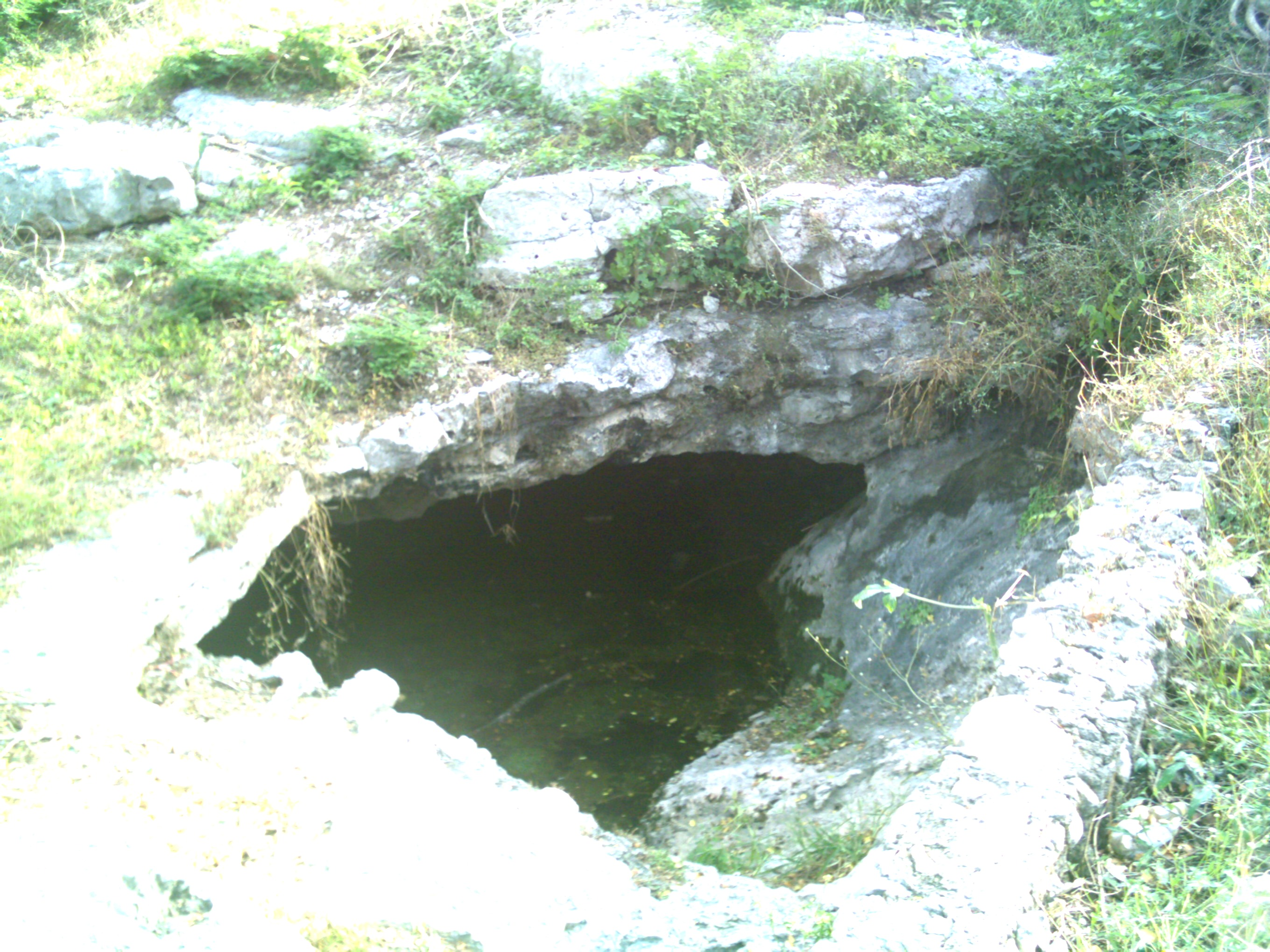
Cenote Chen-Há.
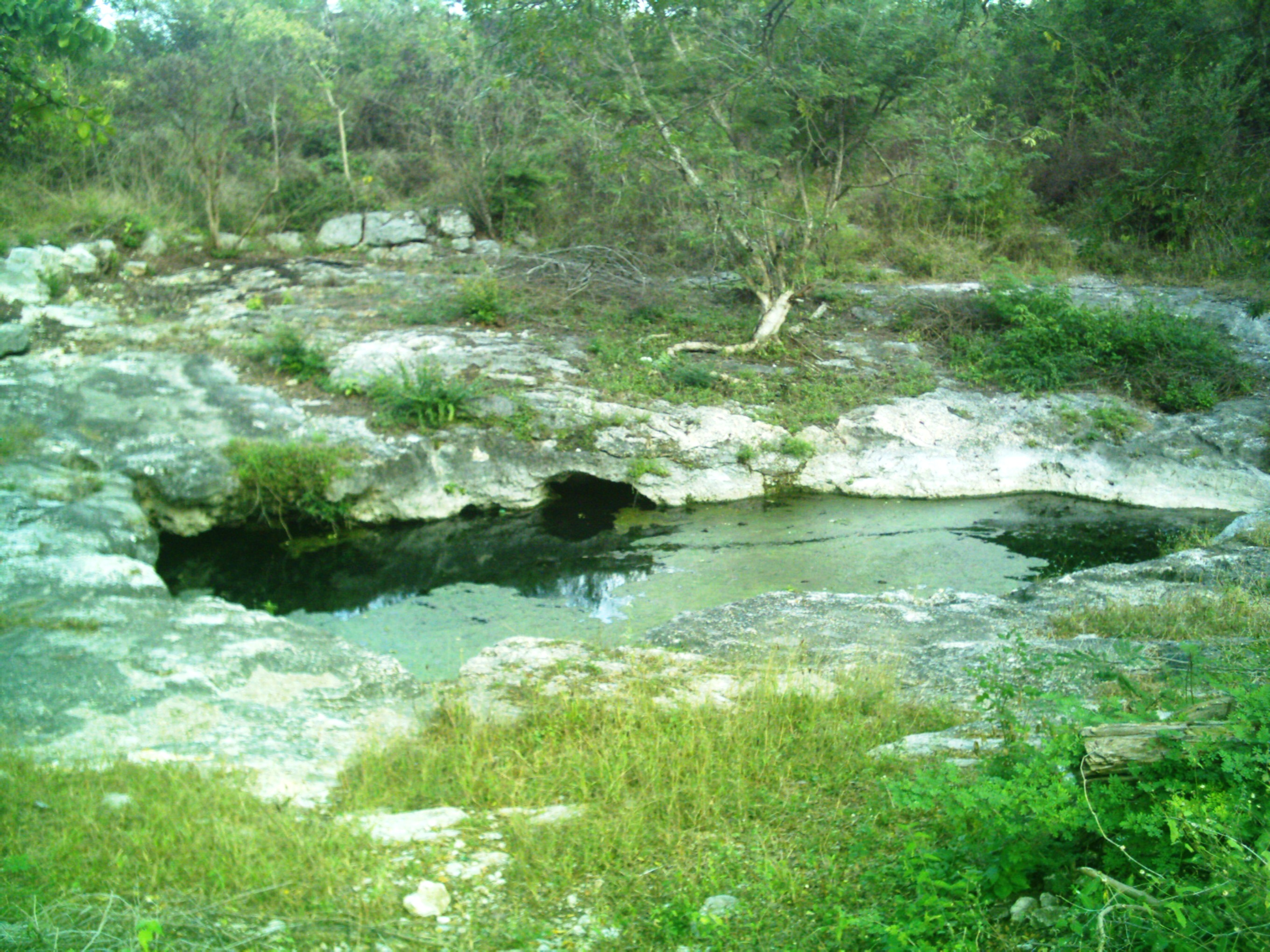
Cenote Chen-Há.